# Kolektivizace v Jugoslávii
Kolektivizace v Jugoslávii probíhala krátce po druhé světové válce, v souvislosti s tím, jak komunisté obnovovali ekonomickou strukturu země s důrazem na poměry v Sovětském svazu.

## Podmínky
Provedením agrární reformy byli zemědělci nuceni se své půdy vzdát, či platit stále větší odvody potravin státu. Půda byla odebrána nejprve těm, kteří byli buď kolaboranty s předchozími okupantskými režimy, nebo za ně byli považováni. Později byla stanovena maximální mez, kolik hektarů může každý sedlák mít (nejprve 25, pak 10). Zatímco v roce 1946 dávky příliš vysoké nebyly, v následujícím roce byl vypracován komplexní systém podle různých typů půdy, který měl zajistit, aby každý odváděl státu co nejvíce mohl. Heslem se stalo "My dělníkům obilí, dělníci nám průmyslové zboží". Jugoslávská ekonomika, která vstupovala do prvního pětiletého plánu, však spíše než hotové výsledky ukazovala své nadšení. Ve skutečnosti tak průmyslový sektor nebyl schopen za žádnou cenu řešit problémy venkova. Bez mechanizace nebylo možné zvýšit výrobu, ačkoliv nové dávky vyžadovaly od sedláků, aby stále více odváděli státu.
Během zimy 1946/1947 byl identifikován hlavní třídní nepřítel - kulak. Spolu s drobnými trhovci a řemeslníky byli považováni za tzv. "lidovou buržoazii" a bylo rozhodnuto, aby se "rozkulačili". Prostřednictvím různých nástrojů jugoslávská milice postupovala vůči těm, kteří nebyli schopni platit vysoké daně a dávky velmi tvrdě. V oblastech, které byly těžce zasaženy válkou a partyzánským bojem byl však postup vůči bohatým sedlákům velmi těžký, neboť to byli právě oni, kteří podporovali partyzány.

## Znárodnění a kolektivizace
Postupně se prostřednictvím znárodňování půdy kolaborantů podařilo vytvořit souvislé plochy (nejrychleji v oblasti Baranje a Vojvodiny, odkud bylo vysídleno německé obyvatelstvo). Ty tak mohly být přerozděleny a na kterých mohly být vybudovány kolektivně spravované farmy - srbochorvatsky Seljačka radna zadruga/Сељачка радна задруга. Těch existovalo až několik tisíc. Sedláci byli nakonec v roce 1949 donuceni do družstev vstoupit v rámci masové kolektivizace, byly užity různé metody nátlaku.
Provedení celé kolektivizace masově probíhalo v době roztržky Tita se Stalinem. Informbyro v té době mělo přirozeně zájem na tom, aby všechny země nastupující lidové demokracie provedly co nejrychleji a nejrazantněji ty kroky, které v 30. letech učinil sám Sovětský svaz. Přestože SKJ považoval situaci za zcela odlišnou od vývoje v SSSR, neboť v Jugoslávii "nebylo vesnic, připomínající těch za cara Mikuláše", nakonec byly použity metody policejního nátlaku, násilí a propagandy sovětského střihu. Odpor sedláků a sucho v roce 1950 nejen že zkomplikovaly realizaci prvního pětiletého plánu, ale učinily spolu s nedostatkem mechanizace kolektivizační proces za zcela neúčinný.

## Ústup od kolektivizace
Neúspěšná, avšak velkolepě budovaná družstva zaujímala pouhá 4 % obdělávatelné půdy. Sedláci museli odvádět stále větší podíly své úrody státu v rámci tzv. administrativního odkupu. Vzhledem k tomu, že se země ještě vzpamatovávala z války, že došlo k rozsáhlým migracím, a zemědělsky aktivní obyvatelstvo se často přesunulo o stovky kilometrů na jiný typ půdy, podmínky pro velký rozvoj zemědělství v Jugoslávii neexistovaly.
Protože však nebylo kolektivní zemědělství příliš efektivní a protože se Jugoslávie názorově odloučila od SSSR (během tzv. roztržky Tito-Stalin), bylo rozhodnuto následovat zcela jiný kurz budování národní ekonomiky. Komunistická strana Jugoslávie vyhlásila nový plán tzv. samosprávy pracujících (srbochorvatsky samoupravljanje/самоуправљање). Jeho hlavní devizou mělo být „budování demokratického socialismu namísto administrativního“, což se projevilo hlavně a především jako odklon od sovětských modelů. Kolektivizace způsobila rovněž i značné ekonomické škody. V některých oblastech země došlo k přerušení dodávek potravin  a dokonce i nepokojům.
Projekt kolektivizace venkova tak byl zastaven a později zcela opuštěn. Na přelomu let 1952/1953 bylo zemědělcům umožněno z družstev vystupovat, což celá řada z nich také učinila. Řada družstev tak byla opuštěna. V následujícím roce pak byly odstraněny vysoké dávky, které museli zemědělci platit.
Oficiálně se od kurzu kolektivizace venkova ustoupilo v roce 1951.[zdroj?] Do konce roku 1953 tak počet družstev spadl z 6 900 (1950) na téměř 1 200. Na počátku šedesátých let existovalo jednotných družstev už jen něco přes sto. Oficiální linie jugoslávské propagandy považovala právě kulaky za hlavní neúspěch řady kroků během kolektivizačního procesu.